# Aphelandra schieferae
Aphelandra schieferae är en akantusväxtart som beskrevs av Emery Clarence Leonard. Aphelandra schieferae ingår i släktet Aphelandra och familjen akantusväxter. Inga underarter finns listade i Catalogue of Life.